# Фесенайм
Фессенгейм (алеман. Fàssene, IPA: [fæsənə], нем. Fessenheim, фр. Fessenheim) — коммуна на северо-востоке Франции в регионе Гранд-Эст (бывший Эльзас — Шампань — Арденны — Лотарингия), департамент Верхний Рейн, округ Тан — Гебвиллер, кантон Энсисем. Официальные языки французский и эльзасский. Известна благодаря находящейся в ней атомной электростанции. До марта 2015 года коммуна административно входила в состав кантона Энсисем (округ Гебвиллер).
Площадь коммуны — 18,4 км², население — 2226 человек (2006) с тенденцией к росту: 2288 человек (2012), плотность населения — 124,4 чел/км².

## Население
Численность населения коммуны в 2011 году составляла 2253 человека, а в 2012 году — 2288 человек.
| 1962 | 1968 | 1975 | 1982 | 1990 | 1999 | 2004 | 2006 | 2009 | 2011 | 2012 |
| ---- | ---- | ---- | ---- | ---- | ---- | ---- | ---- | ---- | ---- | ---- |
| 1311 | 896  | 1653 | 2002 | 2000 | 2097 | 2195 | 2226 | 2296 | 2253 | 2288 |

Динамика населения:

## Экономика
В 2010 году из 1618 человек трудоспособного возраста (от 15 до 64 лет) 1245 были экономически активными, 373 — неактивными (показатель активности 76,9 %, в 1999 году — 72,3 %). Из 1245 активных трудоспособных жителей работали 1145 человек (631 мужчина и 514 женщин), 100 числились безработными (43 мужчины и 57 женщин). Среди 373 трудоспособных неактивных граждан 101 были учениками либо студентами, 137 — пенсионерами, а ещё 135 — были неактивны в силу других причин.
На протяжении 2011 года в коммуне числилось 910 облагаемых налогом домохозяйств, в которых проживало 2236,5 человек. При этом медиана доходов составила 24065 евро на одного налогоплательщика.

## Достопримечательности (фотогалерея)
- Церковь
- Интерьер
- АЭС Фесенайм
- ГЭС Фесенайм